# 페타차토
페타차토(이탈리아어: Petacciato)는 이탈리아 몰리세주 캄포바소도의 코무네다.